# Danza del Molinero
La Danza del Molinero (in italiano: Danza del Mugnaio) è un celebre brano orchestrale tratto dal balletto Il cappello a tre punte (El sombrero de tres picos), composto da Manuel de Falla nel 1919. Il pezzo è noto per il suo ritmo energico e per l'influenza delle tradizioni popolari andaluse, in particolare il flamenco.

## Contesto
Il balletto fu commissionato da Sergej Djagilev per la compagnia dei Balletti russi e coreografato da Léonide Massine, con scenografie e costumi realizzati da Pablo Picasso. La prima rappresentazione avvenne a Londra, presso l'Alhambra Theatre, il 22 luglio 1919.
All'interno del secondo atto, la Danza del Molinero accompagna una scena in cui il protagonista esprime collera e orgoglio attraverso una danza ispirata allo zapateado, una forma tradizionale di danza spagnola che prevede battiti di tacco molto accentuati.

## Struttura e stile
Il brano è scritto in tempo ternario veloce (3/8) e presenta una forma tripartita (ABA). De Falla utilizza effetti percussivi, sincopi e contrasti dinamici per evocare l’energia e la teatralità tipiche della danza spagnola. È uno dei brani più eseguiti del compositore, sia in versione orchestrale che trascritto per strumenti solisti.

## Arrangiamenti
Nel corso del tempo, la Danza del Molinero è stata oggetto di numerose trascrizioni e adattamenti, diventando un pezzo ricorrente nel repertorio solistico.
- Una celebre trascrizione per chitarra sola fu realizzata da Emilio Pujol, inserendo il brano nel repertorio classico spagnolo per chitarra.[4]
- Lo stesso De Falla ne realizzò una versione per pianoforte solo, mantenendo il carattere percussivo del pezzo attraverso un uso mirato dell’articolazione.[5]
- Il violista e compositore italiano Marco Misciagna ha trascritto la danza per viola sola, offrendo una versione virtuosistica che conserva l’impeto ritmico originale ed esplora la cantabilità dello strumento.[6][7]
- Esiste anche una versione per violino e pianoforte attribuita a Fritz Kreisler, sebbene l’autenticità della trascrizione sia oggetto di discussione tra gli studiosi.[8]
- In molte suite orchestrali tratte dal balletto, la  Danza del Molinero viene spesso inserita accanto ad altri brani come la Danza dei vicini e la Danza finale.[9]

## Discografia
Numerose registrazioni hanno reso celebre il brano anche al di fuori del contesto teatrale:
- Ernest Ansermet con l’Orchestre de la Suisse Romande – una delle incisioni di riferimento (Decca, 1957).[9]
- Charles Dutoit con l’Orchestra Sinfonica di Montréal – apprezzata per la chiarezza delle linee e la vivacità timbrica (Decca, 1991).[10]
- Rafael Frühbeck de Burgos con la Philharmonia Orchestra – versione con forte accento sulla tradizione spagnola (EMI, 1963).[11]

## Nella cultura popolare
La Danza del Molinero ha trovato spazio anche in altri contesti:
- È stata impiegata come colonna sonora in documentari della BBC dedicati alla cultura spagnola, tra cui Spain: In the Shadow of the Sun.[12]
- Un estratto del brano è stato utilizzato in una pubblicità televisiva della SEAT nei primi anni 2000, evocando l'identità nazionale spagnola.

## Eredità
La Danza del Molinero rappresenta una delle vette dell’estetica nazionalista spagnola nella musica del primo Novecento. Ancora oggi è frequentemente eseguita in concerto come pezzo autonomo, apprezzata tanto per la sua carica ritmica quanto per la forza evocativa.